# Jean-Philippe Daurelle
Jean-Philippe Daurelle (* 28. prosince 1963 Antony, Francie) je bývalý francouzský sportovní šermíř, který se specializoval na šerm šavlí. Francii reprezentoval v osmdesátých a devadesátých letech. Na olympijských hrách startoval v roce 1992 a 1996 v soutěži jednotlivců a družstev. V roce 1999 obsadil třetí místo na mistrovství světa v soutěži jednotlivců a v roce 1992, 1995 obsadil druhé místo na mistrovství Evropy. S francouzským družstvem šavlistů vybojoval v roce 1992 bronzovou olympijskou medaili a v roce 1997, 1999 získal s družstvem titul mistra světa.